# Stanisław Breza
Stanisław Breza, właśc. Stanisław Kajetan Krystian Breza z Goraja, herbu Breza (ur. 10 sierpnia 1752, zm. 7 lutego 1847) – poseł na Sejm w 1784, poseł z gnieźnieńskiego na Sejm Czteroletni w 1790 roku, należał do partii postępowej. 

## Działalność polityczna
2 maja 1791 roku podpisał asekurację, w której zobowiązał się do popierania projektu Ustawy Rządowej. Członek Zgromadzenia Przyjaciół Konstytucji Rządowej. Szambelan królewski. W 1798 otrzymał tytuł hrabiowski od Fryderyka Augusta, elektora (1768-1806) a następnie króla saskiego (1806-1827), który został ojcem chrzestnym jego syna Fryderyka Augusta (ur. w 1808). Po wejściu Francuzów w 1806 stanął na czele administracji w Poznaniu. W 1807 dyrektor spraw skarbu i wewnętrznych Księstwa Warszawskiego, a następnie minister-sekretarz stanu do spraw tego Księstwa (1807-1815). Przystąpił do Konfederacji Generalnej Królestwa Polskiego w 1812 roku. W 1815 stał na czele deputacji wysłanej od obywateli Wielkiego Księstwa Poznańskiego do króla pruskiego Fryderyka Wilhelma III. Odznaczenia: francuska Legia Honorowa 4. klasy (złoty krzyż) w 1807, Order św. Stanisława w 1809, Order Orła Białego w 1809.
Był członkiem polskiej loży wolnomularskiej Parfait Silence.

## Literatura dodatkowa
- Adam Skałkowski: Breza Stanisław. W: Polski Słownik Biograficzny. T. 2: Beyzym Jan – Brownsford Marja. Kraków: Polska Akademia Umiejętności – Skład Główny w Księgarniach Gebethnera i Wolffa, 1936, s. 433–434. Reprint: Zakład Narodowy im. Ossolińskich, Kraków 1989, ISBN 83-04-03291-0